# Sue Black (informaticienne)
Pour les articles homonymes, voir Sue Black et Black.
Susan Elizabeth Black (née en 1962) est une développeuse, chercheuse et entrepreneure sociale anglaise. Elle a créé la campagne Saving Bletchley Park pour sauver le site du centre névralgique de la cryptanalyse pendant la Seconde Guerre mondiale,.

## Enfance et éducation
Black quitte l'école et le foyer familial à l'âge légal minimum de 16 ans. Elle se marie à 20 ans et donne naissance à trois enfants. À 25 ans, elle est mère célibataire et vit dans un refuge pour femmes.
Elle suit un cours de mathématiques en cours du soir, puis s'inscrit à l'université. Elle obtient sa licence en informatique à l'université de South Bank de Londres en 1993, puis son doctorat en 2001,, après ses recherches sur l'effet papillon en informatique.

## Carrière et recherche
Black est directrice de la recherche à l'University College de Londres. Auparavant, elle était à la tête du département d'informatique de l'université de Westminster. Black a fondé le groupe BCSWomen et l'a présidé jusqu'en 2008. Elle soutient la présence des femmes dans l'informatique.

### Activisme

#### Saving Bletchley Park

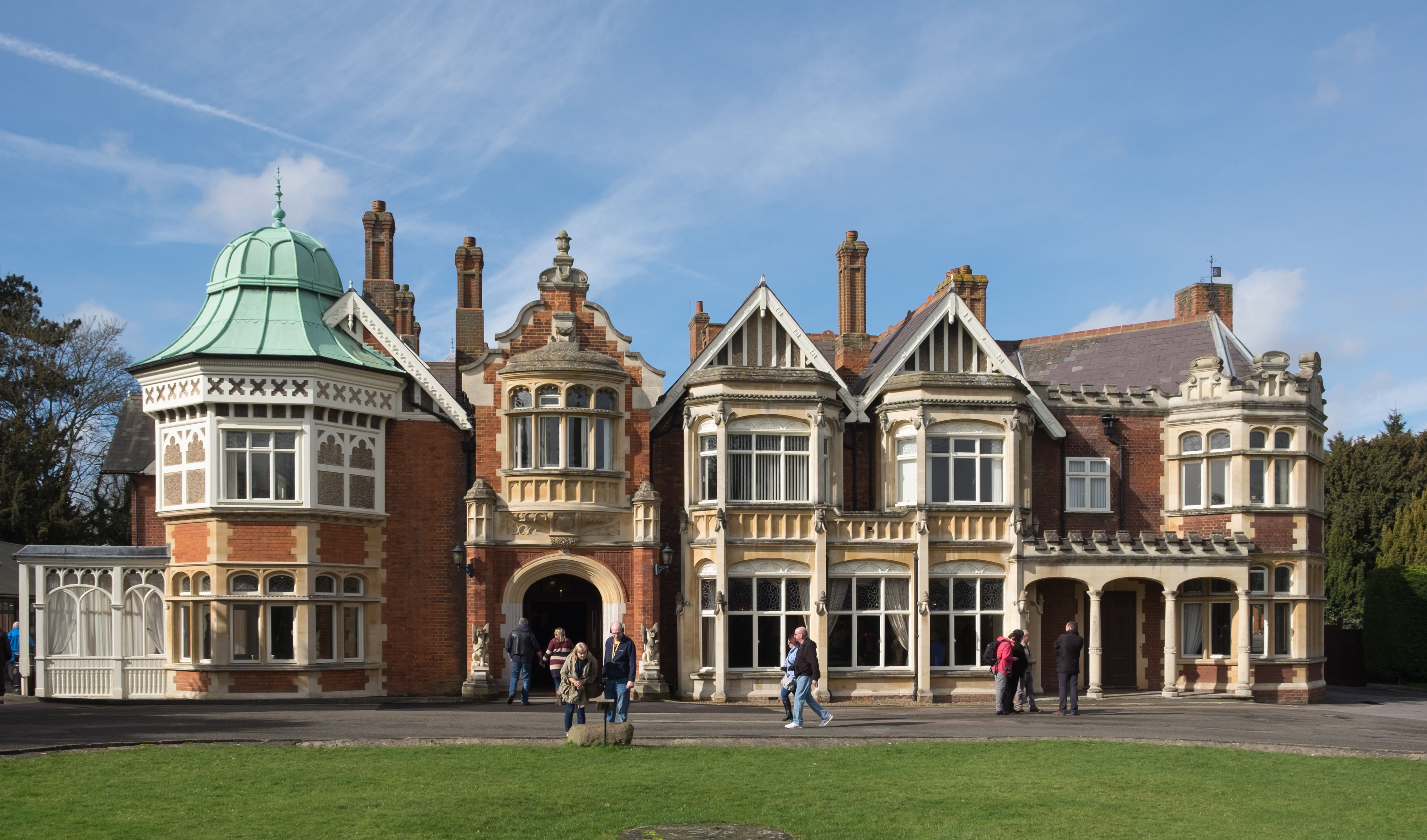
Bletchley Park Mansion

Pendant plusieurs années, Black est à la tête d'une campagne de financement de la restauration de Bletchley Park, le centre britannique où les chercheurs de la Seconde Guerre mondiale décryptaient les messages ennemis. En 2003, elle crée un blog pour faire parler de l'endroit, après avoir visité le site et constaté le délabrement des locaux, vu la reconstruction de la machine Bombe, et entendu que plus de 10 000 personnes y avaient travaillé pendant la guerre. La photographie d'un bâtiment avec une bâche bleue pour seule protection a aidé à faire parler de la campagne et à galvaniser les informaticiens. Le blog s'accompagne rapidement d'une activité importante sur les réseaux sociaux et en particulier sur Twitter,, par Black et par le personnel de l'endroit,.
Fin 2015, Black publie un livre sur cette campagne, Saving Bletchley Park, dont la publication est d'abord financée par Unbound et qui devient le livre soutenu le plus rapidement par financement participatif de l'histoire.
Black crée ensuite l'organisation Techmums pour les mères qui veulent comprendre l'activité de leurs enfants sur Internet. Techmums propose des cours gratuits en sécurité numérique, utilisation des réseaux sociaux, et programmation sous Python, entre autres. L'objectif de l'association est de donner confiance en elles à ces femmes en limitant la fracture numérique et à les aider à échapper à la pauvreté.

### Récompenses et distinctions
En 2009, Black gagne le premier prix John Ivinson de la British Computer Society à la Royal Society de Londres. En 2011, elle gagne le Women's Inspiration Award de PepsiCo. 
Elle fait partie des 30 femmes dont l'ebook de la British Computer Society "Women in IT: Inspiring the next generation" raconte l'histoire.
En 2015, Computer Weekly l'identifie comme la septième femme la plus influente de l'IT britannique.
Elle devient Officier de l'Ordre de l'Empire britannique (OBE) en 2016 pour sa contribution au domaine de la technologie,.